# 勒姆島

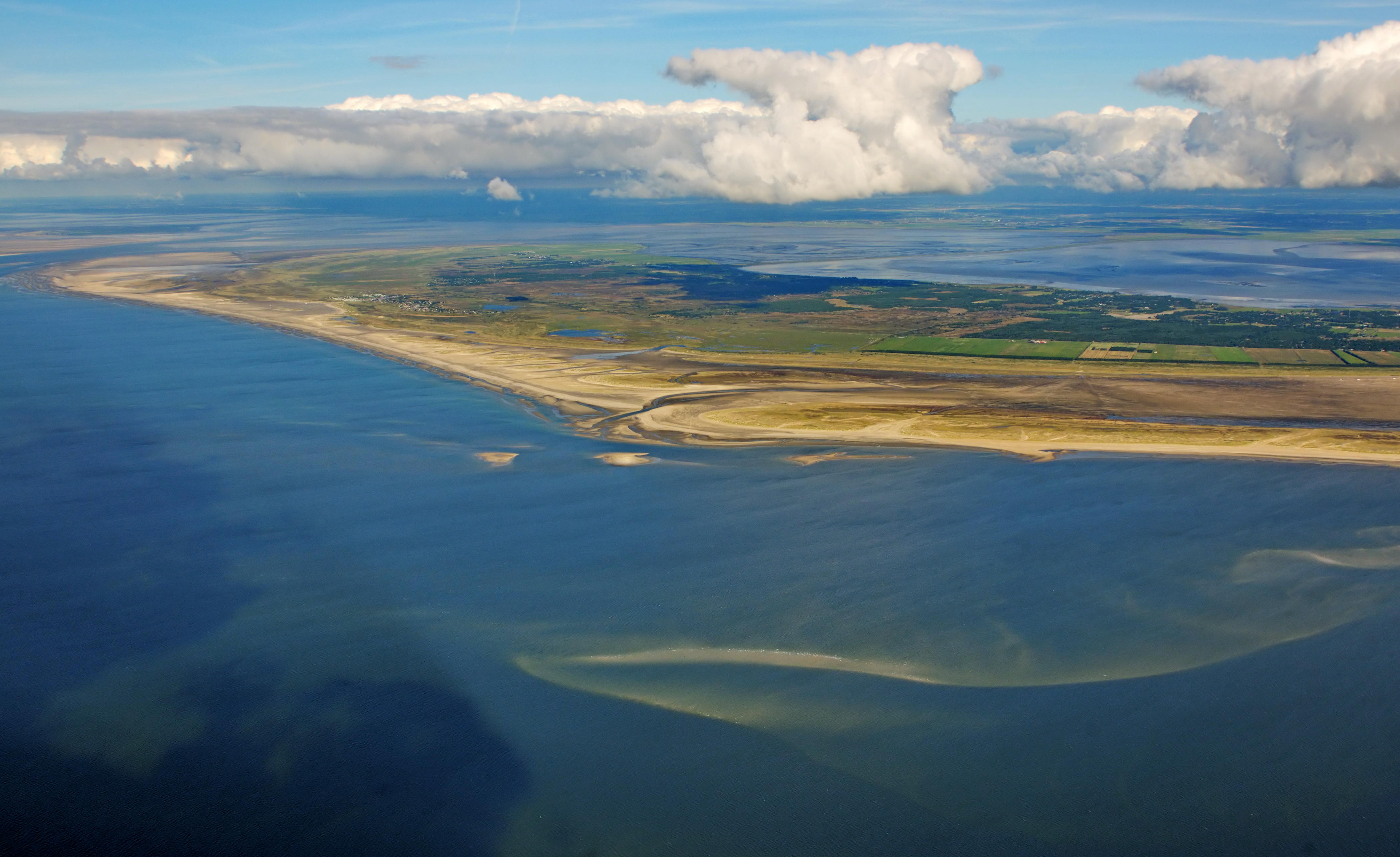
勒姆岛

勒姆島（Rømø），是丹麥的島嶼，位於瓦登海，距離德國敘爾特島3公里，由南丹麥大區負責管轄，長13.7公里、寬5.0公里，面積129平方公里，2012年人口647。